# Orchestre symphonique de Düsseldorf
L’Orchestre symphonique de Düsseldorf (en allemand : Düsseldorfer Symphoniker) est un orchestre symphonique allemand fondé en 1864.

## Historique
L'Orchestre symphonique de Düsseldorf est fondé en 1864, prenant la suite de la Société de concerts privée de la ville qu'avaient notamment dirigée Mendelssohn à partir de 1833 puis Schumann à partir de 1850.
La formation se produit dans le répertoire symphonique à la salle de concert de Düsseldorf et accompagne les productions d'opéra du Deutsche Oper am Rhein, en alternance avec l'Orchestre philharmonique de Duisbourg.
Depuis 2015, le chef principal de l'orchestre est Ádám Fischer. En 2020, son contrat à la tête de la formation est renouvelé jusqu'en 2025.

## Chefs permanents
Comme chefs permanents de l'orchestre se sont succédé :
- Julius Tausch (de) (1854–1890) ;
- Julius Buths (1890–1908) ;
- Karl Panzner (en) (1908–1924) ;
- Georg Schnéevoigt (1924–1926) ;
- Hans Weisbach (en) (1926–1933) ;
- Hugo Balzer (en) (1933–1945) ;
- Heinrich Hollreiser (1945–1951) ;
- Eugen Szenkar (en) (1951–1959) ;
- Jean Martinon (1959–1966) ;
- Rafael Frühbeck de Burgos (1966–1971) ;
- Henryk Czyż (en) (1971–1974) ;
- Willem van Otterloo (1974–1977) ;
- Bernhard Klee (de) (1977–1987) ;
- David Shallon (1987–1993) ;
- Salvador Mas i Conde (de) (1993–1999) ;
- John Fiore (2000–2009) ;
- Andreï Boreïko (2009–2014) ;
- Ádám Fischer (depuis 2015).

## Créations
L'Orchestre symphonique de Düsseldorf est le créateur de plusieurs œuvres, d'Edison Denisov (Morgentraum, 1995), Krzysztof Meyer (Concerto pour violoncelle, 1996), Manfred Trojahn (Abschied..., 1978 ; Liebeslieder nach Texten von Heinrich Heine, 1997) et Rudi Martinus van Dijk (en) (Kreiten's Passion, 2003), notamment.